# The Spotnicks
I The Spotnicks sono un gruppo musicale svedese di musica rock strumentale attivo dal 1961 al 2019 e originario di Göteborg.

## Storia del gruppo
Gli Spotnicks provengono da un duo chiamato The Rebels, formato nel 1956 dal chitarrista e cantante Bo Starander (11 marzo 1942 - 3 maggio 2020) e dal bassista Björn Thelin (27 giugno 1942 - 24 gennaio 2017). A loro si unì il chitarrista Bo Winberg (27 marzo 1939 - 3 gennaio 2020) e così il gruppo divenne Rock-Teddy and the Blue Caps nel 1957. L'anno seguente si aggiunse alla formazione il batterista Ove Johansson (30 marzo 1940 - 8 aprile 2017) e il gruppo cambiò ancora il loro nome in The Frazers. Quando firmarono un contratto discografico nel 1961, cambiarono il loro nome definitivamente in The Spotnicks.
Iniziarono ad avere successo internazionale già dal primo album e nei primi anni '60 iniziarono ad esibirsi sui palchi con quello che sarebbe diventato un loro marchio di fabbrica, ovvero indossando tute spaziali.
Tra i brani registrati nei primi anni '60 vi sono Orange Blossom Special, Telstar, Ol' Man River, Hava Nagila, Take Five e Papa-Oom-Mow-Mow.
Dopo l'uscita di Johansson dal gruppo, entrò in formazione il batterista inglese Derek Skinner, che a sua volta venne sostituito temporaneamente da Jimmie Nicol nel 1965.
Nella seconda metà degli anni '60 il gruppo subì molti cambiamenti nel personale: entrarono il cantante e organista Peter Winsnes, che rimase nel gruppo dal 1965 al 1968, venendo sostituito poi da Goran Samuelsson; Tommy Tausis, che entrò nel 1967 al posto di Nicol e Magnus Hellsberg al posto di Thelin. Il gruppo si sciolse nel 1970 dopo aver pubblicato il quindicesimo album. Eppure la band era ancora popolare in Giappone, e presto si riformò sotto il controllo di Bo Winberg nel 1971 su richiesta di un'etichetta discografica giapponese.
Winberg continuò a guidare il gruppo fino al 30 marzo 2019, giorno in cui si tenne l'ultimo concerto.
Johansson è deceduto nel 2017. Winberg e Lander sono invece deceduti nel 2020; Tausis nel 2022.

## Discografia
- The Spotnicks in London, Out-a Space (1962)
- The Spotnicks on the Air (EP) (1962)
- The Spotnicks in Paris, Dansons avec les Spotnicks (1963)
- The Spotnicks in Spain "Bailemos con los Spotnicks" (1963)
- Devenez soliste des Spotnicks (1963)
- The Spotnicks in Stockholm (1964)
- The Spotnicks in Berlin (1964)
- The Spotnicks at Home in Gothenburg (1965)
- The Spotnicks in Tokyo (1966)
- The Spotnicks Around the World (1966)
- The Spotnicks in Winterland (1966)
- The Spotnicks (1967)
- The Spotnicks Live in Japan (1967)
- Den Röda Brandbilen (1967)
- The Spotnicks in Acapulco Mexico (1967)
- The Spotnicks in the Groove (1968)
- The Spotnicks By Request (1968)
- The Spotnicks "Back in the Race" (1970)
- The Spotnicks "Ame no ballad" (1971)
- The Spotnicks "Something Like Country" (1972)
- The Spotnicks in Japan (1973)
- Bo Winberg & The Spotnicks "Today" (1973)
- The Spotnicks Plays Great Hits of Japanese Tunes (1973)
- The Spotnicks Live in Berlin '74 (1974)
- The Spotnicks "Feelings - 12 Brandnew Songs" (1976)
- The Spotnicks "Charttoppers Recorded 77" (1977)
- The Spotnicks "The Great Snowman" (1978)
- The Spotnicks "Never Trust Robots" (1978)
- The Spotnicks " Saturday Night Music" (1979)
- The Spotnicks "Pink Lady Super Hits" (1979)
- The Spotnicks "20th Anniversary Album" (1979)
- The Spotnicks "20th Anniversary Album" (1980)
- The Spotnicks "We Don't Wanna Play Amapola No More" (1982)
- The Spotnicks "In the Middle of Universe" (1983)
- The Spotnicks "Highway Boogie" (1985)
- The Spotnicks "In Time" (1986)
- The Spotnicks "Love Is Blue" (1987)
- The Spotnicks "Happy Guitar (1987)
- The Spotnicks "16 Golden World Hits" (1987)
- The Spotnicks "Unlimited" (1989)
- The Spotnicks/Bo Winberg #1 (1993)
- The Spotnicks "Tracks" (1995)
- The Spotnicks 1997 (1997)
- The Spotnicks Live 1999 (1999)
- The Otherside (Of the Moon) (2002)
- Back to the Roots (2003)
- Still on Tour (2006)
- Bo Winberg / My Own Favorite (2009)
- The 'Real' Amapola (2011)